# SICAM PAS CC
SICAM PAS CC (Power Automation System Control Center) — программное обеспечение, разработанное подразделением автоматизации энергоснабжения компании Siemens AG (департаментом Power Transmission and Distribution - PTD) для создания человеко-машинного интерфейса энергетических объектов.
SICAM PAS СС состоит из:
- системы человеко-машинного интерфейса SIMATIC WinCC,
- компонентов SICAM PAS:
  - SICAM PAS Wizard
  - библиотеки графических объектов SICAM
  - журнала регистрации тревог SICAM PAS СС Alarm List
  - служебных библиотек (Channel Dll, Format Dll)

## SICAM PAS Wizard
Компонент SICAM PAS Wizard дает дополнительный инструментарий для облегчения процесса конфигурации проекта человеко-машинного интерфейса. Основными организационными функциями компонента SICAM PAS Wizard являются импорт данных станционного устройства SICAM PAS и последующая инициализация данных в проекте SICAM PAS CC.
Процесс импорта состоит из:
- импорта тэгов SICAM PAS в среду управление тэгами SICAM PAS СС;
- импорта сообщений SICAM PAS в среду регистрации тревог SICAM PAS СС;
- импорта измеряемых и счетно-импульсных величин SICAM PAS в среду регистрации тэгов SICAM PAS СС;
- создания структуры тэгов SICAM и необходимых внутренних тэгов (переменных).

## Библиотека графических объектов
Библиотека графических объектов SICAM содержит типовое оборудование для управления подстанциями (например, коммутационные устройства). Они используются для создания мнемосхем подстанций.
Библиотека символов SICAM PAS включает:
- объекты для изображения коммутационных устройств
- объекты для отображения измеряемых и счетно-импульсных величин
- шаблоны окон сообщений для регистрации тревог (шаблоны для списка событий, списки предупреждений и списки сообщений защиты)
- элементы управления:
  - для управления разрешением на переключение
  - для управления записями списка сообщений.

В библиотеке графических объектов для каждого устройства можно найти несколько типовых объектов. В частности, объекты коммутационных устройств SICAM для выключателей и разъединителей каждый поддерживают четыре режима представления:
- SICAM
- DIN 42200
- МЭК 445
- LSA.

## SICAM PAS СС Alarm List
Журнал регистрации тревог SICAM PAS СС Alarm List расширяет возможности регистрация аварийных сообщений SIMATIC WinCC Alarm Logging.
В SICAM PAS сообщения передаются в SIMATIC WinCC в виде тега необработанных данных с меткой времени и дополнительными значениями. В системе регистрации тревог SIMATIC WinCC Format DLL декодирует содержимое тега необработанных данных и формирует в системе регистрации тревог соответствующее сообщение с шагом в 1 мс. Благодаря метке времени тега необработанных данных, сообщения могут сортироваться, обеспечивая, таким образом, правильный хронологический порядок.
Входящие сообщения регистрируются SICAM PAS СС Alarm List с указанием абсолютного времени, формируемого устройствами присоединений или подстанциями. Метки времени и состояния сообщений дополняются такой информацией как причина, источник события, состояние информации, время срабатывания защиты и т.д.

## Опыт внедрения
- АСУЭ компрессорных станций Жирновская, Каменск-Шахтинская, Новоарзамасская. Системный интегратор ОАО "НПО "Промавтоматика".[1]
- АСУТП ПС 500кВ «Алюминиевая». Системный интегратор ЗАО "СИНЕТИК".[2]